# Вилкан
Вилка́н (болг. Вълкан) — село в Силістринській області Болгарії. Входить до складу общини Главиниця.

## Населення
За даними перепису населення 2011 року у селі проживали 344 особи, усі — турки.
Розподіл населення за віком у 2011 році:
Динаміка населення: